# Domerie d'Aubrac
Pour les articles homonymes, voir Aubrac (homonymie).
La domerie d'Aubrac, également hôpital d'Aubrac, est un ancien monastère français situé sur le haut-plateau d'Aubrac dans le village d'Aubrac, dans le département de l'Aveyron en région Occitanie.
Fondée entre 1108 et 1125 par l'abbaye Sainte-Foy de Conques à l'initiative d'Adalard, grand personnage flamand, elle échappe rapidement au contrôle du monastère rouergat et devient au cours des siècles suivants un acteur politique et économique de premier plan dans la région. Outre sa fonction d'accueil des malades et des indigents, l'hôpital est une étape importante sur la via Podiensis, un des chemins de Compostelle. Les religieux sont dépossédés de leurs biens en 1791, au cours de la Révolution française. Le monastère est abandonné et la plupart de ses bâtiments disparaissent pendant les décennies qui suivent.

## Fondation

### Le contexte: l'Aubrac entre lesXeetXIIesiècles
Après avoir été dominé jusqu'au Xe siècle par les puissances comtales de Gévaudan, de Clermont et de Rouergue, le plateau d'Aubrac est divisé au XIe siècle entre les nombreuses seigneuries laïques situées à sa périphérie, qui nourrissent des rivalités et entretiennent des conflits pour y exercer leur domination,. Le haut intérêt porté pour ces terres s'explique par une volonté de contrôle de leurs grands axes de circulation, comme en témoignent notamment la concurrence par vassaux interposés entre les Saint-Urcize et les Peyre à Montgros, aux Salhiens et à Marchastel, autour de la voie de passage majeure héritée de l'Antiquité, les affrontements entre les Canilhac et les Peyre pour le contrôle de la Boleyra, voie qui suit sur le haut-plateau le tracé entre Gévaudan et Rouergue, mais également l'âpre conflit direct sur le versant aveyronnais de l'Aubrac, entre les Nonette et Saint-Urcize d'une part et les Calmont d'autre part, pour le contrôle du principal accès au haut-plateau depuis la vallée du Lot et du « chemin du sel » situé près de Saint-Côme-d'Olt.
Les convoitises pour le plateau d'Aubrac sont renforcées par la montée d'un enjeu économique et démographique et par la nécessité de s'en assurer la maîtrise : entre les Xe et XIIe siècles, le plateau connaît en effet une période de défrichements et de mise en valeur des terres et de peuplement sans précédent, à travers l'implantation de nombreux « mas » paysans, pratiquant polyculture et élevage ovin.

### Conques et la fondation de l'hôpital

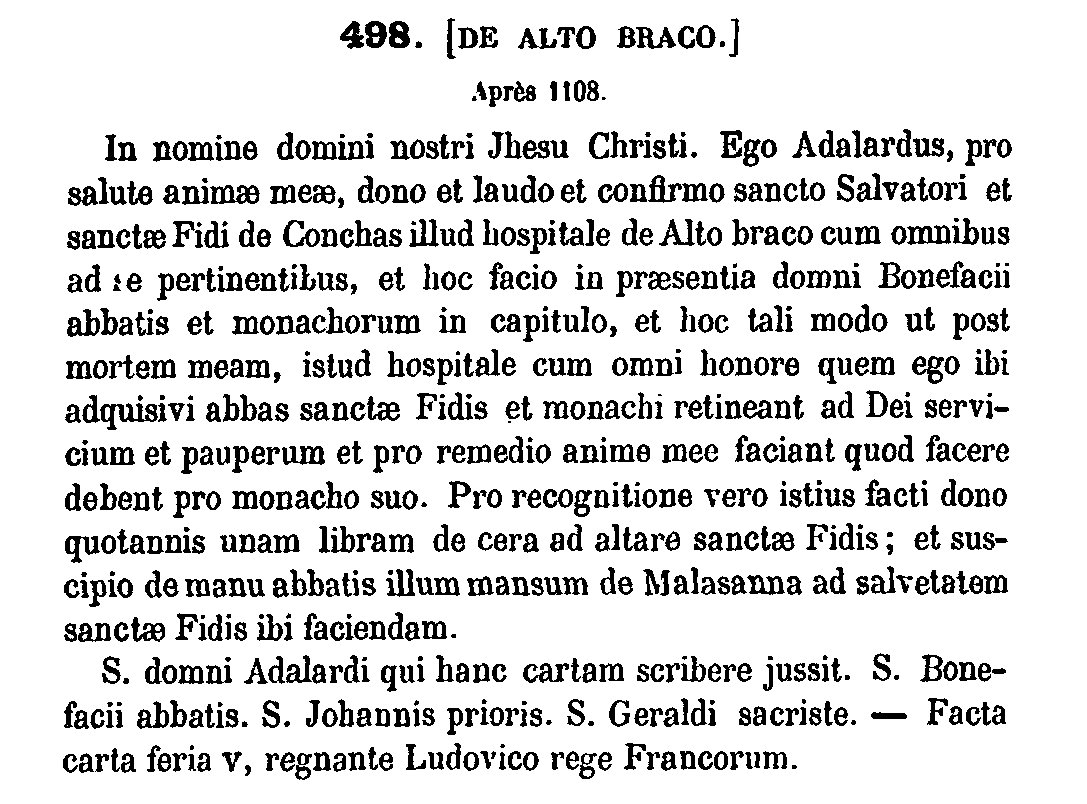
La donation d'Adalard destinée à fonder l'hôpital d'Aubrac figurant dans le cartulaire de Conques.

L'abbaye de Conques, qui participe du mouvement régional de la Paix de Dieu, destiné à pacifier les territoires soumis à l'époque aux exactions des seigneurs locaux, a étendu pendant le XIe siècle ses implantations sur la planèze de Saint-Flour à Tanavelle, Valuéjols, et Ussel, mais aussi à la vallée du Lot, d'Entraygues-sur-Truyère à Espalion et Pomayrols. À la fin du XIe siècle, le monastère n'est présent aux abords du plateau d'Aubrac qu'à Lacalm, où il possède l'église et le village, mais la situation évolue au début du XIIe siècle grâce à la seigneurie de Peyre, cette dernière lui faisant don des mas et de l'église de Prinsuéjols, ainsi que du domaine de Malbouzon, afin d'y créer une sauveté. La tentative de Conques destinée à créer autour de 1105 une sauveté à Nasbinals, s'avère néanmoins être un échec.
C'est dans ce contexte qu'entre 1108 et 1125, l'abbaye de Conques se voit confier la création de l'hôpital d'Aubrac, à l'initiative d'Adalard, grand personnage flamand étranger à la région et neutre, ce dernier lui faisant don à cet effet d'un terrain,. Cependant, Aubrac échappe rapidement après sa fondation au contrôle de Conques, sans que les raisons précises en soient connues. En 1162, la protection du pape Alexandre III et l'octroi par l'évêque de Rodez Pierre II aux chanoines d'Aubrac d'une règle inspirée des préceptes de Saint-Augustin, affirment l'indépendance de l'hôpital vis-à-vis de l'abbaye rouergate. Du fait de la fonction d'accueil des pauvres et des malades, mais aussi des pèlerins de Compostelle développée par le monastère, ses religieux sont communément appelés « hospitaliers ».

## Histoire

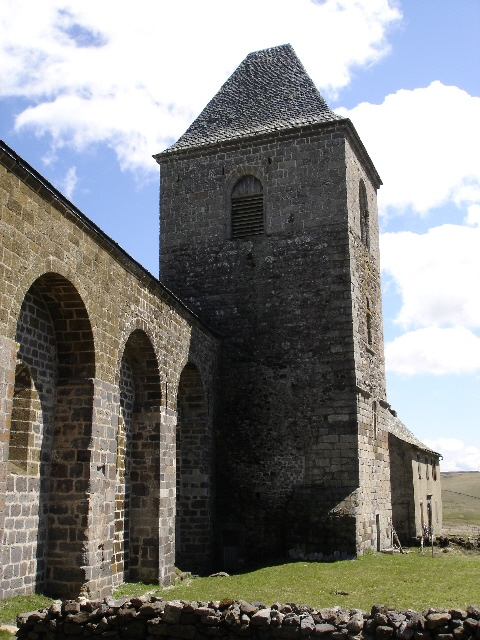
Les vestiges de la domerie d’Aubrac.

### L'expansion de la seigneurie
Insérée dans un dense réseau de pouvoirs locaux, la constitution de la seigneurie d'Aubrac prend du temps et ne se termine qu'à la fin du XIIIe siècle. La bulle pontificale de 1162 accordant la protection papale au monastère, ne mentionne encore que sept dépendances, dont deux seulement sur le versant lozérien du plateau. Un siècle plus tard, en 1267, l'hôpital d'Aubrac est devenu une des principales puissances de l'Aubrac lozérien, grâce aux dons des seigneuries de Saint-Urcize, de Canilhac et d'Apcher, et y possède les villages et églises de La Fage-Montivernoux et Nasbinals, mais aussi trois granges et plus de 80 mas ou lieux-dits. Ces possessions lui permettent de contrôler le chemin de la Boleyra et son croisement avec la voie d'origine antique. Sur le versant aveyronnais, l'hôpital a notamment déjà étendu à cette date son influence sur les villages et les églises de Prades et Condom, mais doit attendre 1270 pour prendre en partie possession du village de Saint-Chély-d'Aubrac et 1284 de son église, avant de s'implanter en 1294, partiellement là encore, dans la seigneurie d'Aurelle.
Au-delà de l'Aubrac, l'hôpital a également acquis des possessions dans la proche région, près de Marvejols, de Chaudes-Aigues, de Saint-Côme-d'Olt et au sud du Lot, en particulier à Bertholène dans la vallée de l'Aveyron. D'autres sont même beaucoup plus lointaines, comme à Najac, Anduze et l'Isle-en-Dodon.
Dans la plupart des cas, les donateurs conservent la propriété éminente, tandis que l'hôpital bénéficie pour sa part des droits qui lui sont liés. Ces possessions lui procurent ainsi d'importants revenus : outre les droits levés sur la circulation des hommes, des animaux et des marchandises, l'hôpital perçoit l'acapte, la taille, les dîmes, les carnalages, les champarts et les oblies, tandis que les paysans travaillant sur ses propres terres lui doivent corvées et service militaire,. Il partage sur ses possessions un pouvoir de justice avec les seigneurs locaux, mais aussi avec le roi. Ceux-ci se réservent généralement le droit de haute justice, sauf à Aubrac même, où l'hôpital élève ses fourches patibulaires.
En 1437, la domerie d'Aubrac tombe en commende. La commende de l'hôpital est d'abord donnée aux nobles du Rouergue Pierre d'Estaing, Jean-Pierre d'Estaing et Antoine d'Estaing, puis aux cardinaux Georges d'Armagnac, François d'Escoubleau de Sourdis, Jules Mazarin, Octave de Bellegarde, à l'archevêque de Bourges Anne de Lévis de Ventadour, et au cardinal Louis Antoine de Noailles. En 1695, ce riche bénéfice passe aux mains de Gaston de Noailles, évêque de Châlons. Pour lutter contre le relâchement des religieux, Gaston de Noailles fait appel aux Génovéfains mais ces derniers abandonnent, ne s'adaptant pas au rude climat de l'Aubrac. En 1697, Gaston de Noailles entre en pourparlers avec Jean III de Valbrune de Bélair, abbé de Chancelade. L'accord établi entre le dom d'Aubrac et l'abbé de Valbrune est approuvé par lettres patentes du roi en décembre 1698. Elles sont enregistrées par le parlement de Toulouse en 1699. Le 23 juin 1699, l'évêque de Rodez donne son consentement et permet aux religieux de Chancelade de prendre possession de la domerie d'Aubrac. Les religieux sont comme leurs prédécesseurs des chanoines réguliers de Saint-Augustin, mais ont continué comme eux à être appelés hospitaliers.

### La spécialisation pastorale
Au XIIIe siècle, les installations paysannes engagées depuis le Xe siècle sur les terres du plateau d'Aubrac sont en reflux et la plupart des mas sont désertés. L'hôpital entreprend de systématiser la formation de pâturages d'estive destinés à accueillir en location les troupeaux transhumants alors en essor dans la vallée du Lot et sur les causses. À la fin du XIVe siècle, la mainmise de l'hôpital sur les pâturages d'altitude existants au détriment des seigneuries concurrentes, la création par le monastère de nouveaux pâturages sur les terres paysannes communautaires ou sur les zones abandonnées, et la transformation de cet ensemble en vastes unités de location d'environ 100 à 500 hectares, les « montagnes », sont achevées. Vers 1400, les hautes terres d'Aubrac accueillent chaque été au sein de la trentaine de « montagnes » ainsi constituées, plusieurs milliers de bovins ou d'ovins destinés à la boucherie. Ces troupeaux appartiennent à des seigneurs laïcs (comte d'Armagnac, seigneur de Séverac) ou ecclésiastiques (abbayes de Nonenque et de Marcilhac), ou encore à des entrepreneurs de transhumance, marchands d'animaux, ou bouchers. S'y adjoint le troupeau de l'hôpital, qui redescend pendant l'hiver dans ses possessions du bas-pays. Cette activité se spécialise progressivement dans la transhumance bovine. Elle participe pour une part importante des revenus de l'hôpital et permet à certains marchands et négociants régionaux ou locaux de constituer d'importantes fortunes par la vente des animaux,. Elle atteint son point culminant au milieu du XVIe siècle et aboutit à la création des paysages pastoraux qui caractérisent encore le haut-plateau d'Aubrac au début du XXIe siècle.
À partir de la seconde moitié du XVe siècle, grâce à des investissements permis par ses moyens financiers, l'hôpital d'Aubrac développe sur ses « montagnes » la transhumance de bovins laitiers destinés à la fabrication de fromage d'estive, en s'inspirant des techniques mises au point pendant cette période par les cisterciens en Haute Auvergne. Cette fabrication est sensible à la conjoncture et va connaître pendant les siècles qui suivent avancées et reculs, sans jamais se substituer totalement à l'organisation de la transhumance pour la viande de boucherie. En 1792, 22 unités de production, les burons, sont comptabilisées dans le cadre du recensement des biens du monastère effectué pendant la Révolution française sur les 9 000 hectares de pâturages en sa possession sur le haut-plateau. Cette production fromagère préfigure celle qui se développe au XIXe siècle sur les hautes terres d'Aubrac sous le nom de laguiole, toujours fabriquée au début du XXIe siècle dans la région.

### Les granges monastiques
La désertion des mas qui s'est produite sur le plateau d'Aubrac depuis le XIIe siècle est également l'occasion pour l'hôpital de mettre en place, à partir de la première moitié du XIIIe siècle, un certain nombre de granges, probablement inspirées du modèle instauré par les cisterciens et les clunisiens sur leurs possessions. Au cours du Moyen Âge, 13 granges sont ainsi implantées en Aubrac, ainsi que trois dans la vallée du Lot et une dans la vallée de l'Aveyron. Trois d'entre elles jouent un rôle économique de premier plan : les Bourines, dans la vallée de l'Aveyron, ainsi que le monastère d'Aubrac lui-même et « Plagnes », près du village de Trélans, ces deux dernières étant situées au-dessus de 1 100 mètres d'altitude.

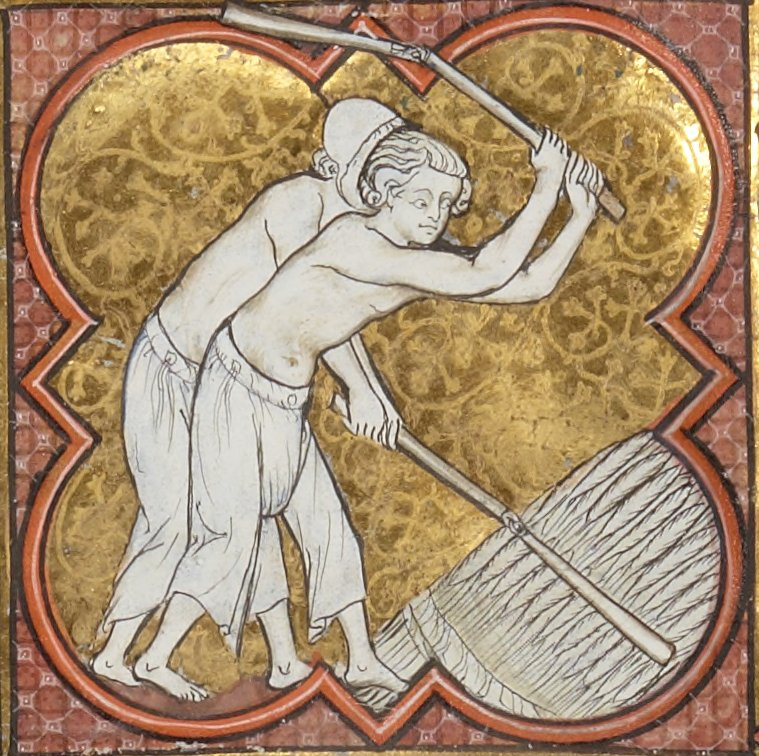
Le battage des céréales au fléau vers 1270.

L'orientation de la production des granges du monastère varie en fonction du potentiel agricole de leur lieu d'implantation. Au-dessus de 1 000 mètres d'altitude, elles développent une activité d'élevage, accueillant des troupeaux transhumants en location ou les troupeaux sédentaires de l'hôpital et s'adjoignent dans ce cas une activité fourragère pour la fourniture du foin pendant les périodes de stabulation hivernale. À plus basse altitude, les activités sont diversifiées : pâturages ou prairies de fauche, céréales, bois et jardins, voire vignes dans la vallée du Lot, et certaines d'entre elles possèdent une aire à battre, sont des greniers à blé, disposent de viviers à poissons, ou exploitent un moulin. En 1368, la grange dite « des Brasses », située au bord de la boralde de Poujade, à proximité du village de Condom-d'Aubrac, est chargée de cultiver du lin et du chanvre pour répondre aux besoins des fabrications de draps et couvertures destinés à l'infirmerie de l'hôpital. Les granges se limitent à un unique bâtiment ou constituent de véritables hameaux et sont dotées selon leur taille d'oratoire ou de chapelle et même d'église, comme à « Plagnes » ou à « Bonnefon ». Les plus importantes sont administrées par un « granger », religieux de l'hôpital, et disposent, dans une moindre mesure que le monastère, d'officiers claustraux : herbassier responsable des pâturages, bouvier, semencier, charpentier. Les troubles consécutifs à la guerre de Cent Ans conduisent à leur fortification, à l'image de la grange de « la Salle », résidence du dom située près du village de Prades-d'Aubrac, dotée dès 1340 d'aménagements défensifs, puis après 1375 d'une enceinte et d'un pont-levis, ou de celle des « Bourines », à proximité de Bertholène, protégée à la même époque par un mur de courtine flanqué de tours d'angle et dont le donjon, destiné au stockage des céréales, a été muni d'échauguettes et d'un pont-levis.
Outre les profits liés à leur activité propre versés à la mense commune de l'hôpital ou à ses offices claustraux, les granges peuvent être chargées par celui-ci de la perception des redevances dues par les paysans situés à proximité et ces derniers leur doivent des corvées.
Au début de l'Époque moderne, deux nouvelles granges sont encore créées sur le plateau à proximité du monastère, « Maye Nove » et « les Goutals », destinées à la fabrication du fromage d'estive. La grange de Malet, située à basse altitude dans la vallée du Lot, près de Saint-Côme-d'Olt, et celle des Bourines, dans la vallée de l'Aveyron, connaissent à cette époque d'importants travaux afin d'y accueillir la résidence des doms. À partir de cette période, le système d'administration directe par les religieux est progressivement remplacé par celui de l'affermage, bénéficiant à des laïcs du monastère, à des clercs paroissiaux, ou à des notables et paysans locaux.

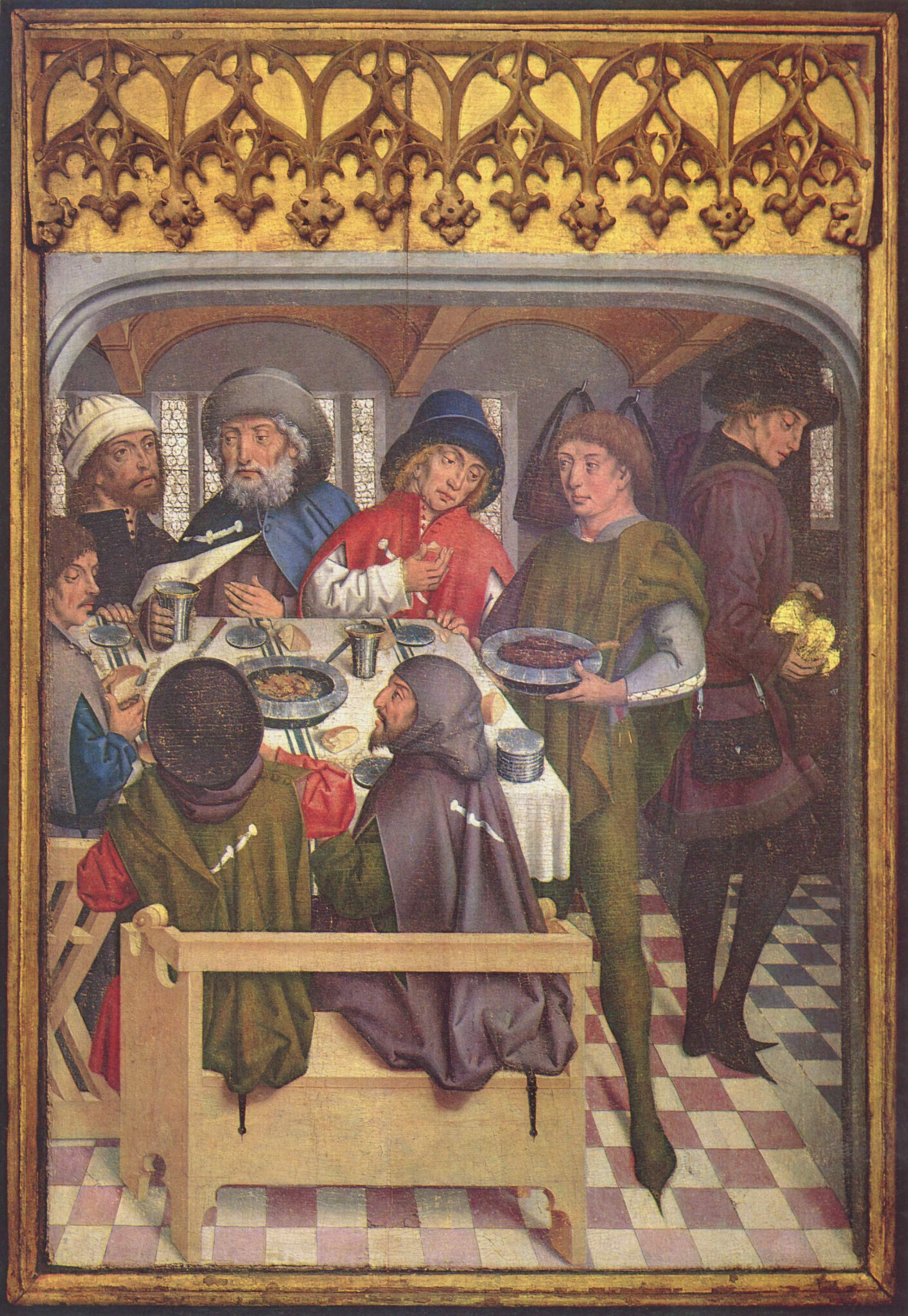
Le repas des pèlerins de Compostelle, vers 1462-1465.

### L'accueil des pèlerins de Compostelle
L'hôpital d'Aubrac a été bâti à proximité de la voie qui traversait l’Aubrac pendant l'antiquité, dont le tracé a été emprunté, probablement dès le XIe siècle, par la via Podiensis, un des chemins de Compostelle. Du fait de sa situation sur un des secteurs les plus périlleux de la traversée du plateau, il a développé une importante fonction d'accueil des pèlerins et voyageurs. En hiver, les risques de s'égarer étaient en effet très grands du fait de la neige, et en toute saison, le brouillard fréquent pouvait rendre l'orientation extrêmement difficile. De plus, dès le début du Moyen Âge, des bandes de voleurs étaient présentes dans les environs et les voyageurs ne s'aventuraient dans la montagne qu'en groupe afin de se défendre contre de probables attaques.
Le pèlerin était reçu par le dom, qui lui présentait de l'eau pour se laver les mains. Puis on lui offrait gîte et nourriture, après lui avoir prodigué quelques soins corporels : lavement des pieds et nettoiement des vêtements pour les débarrasser des poux et des souillures, et on lui préparait un lit. Utiles, ces gestes avaient aussi valeur de symbole : selon l'Écriture, accueillir un pauvre, c'est accueillir le Christ. Un bâtiment spécial accueillait les pèlerins malades, qui pouvaient compter sur le dévouement et les soins des religieux. Ces malades bénéficiaient d'une nourriture plus recherchée et abondante (un « aligot »), de lits moelleux, d'un bon éclairage, et d'un service divin assuré à leur chevet ; la durée de leur séjour n'était pas limitée et s'ils voyageaient en groupe, il était permis à leurs compagnons de rester jusqu'à leur guérison. En dépit de cette sollicitude, il arrivait que l'hôpital constitue, pour certains pèlerins, la dernière étape de leur pérégrination. « aide des vivants » mais aussi « salut des morts », selon les termes du Guide du Pèlerin, la domerie se chargeait alors de leur ensevelissement, ultime œuvre de miséricorde en faveur des marcheurs de Dieu.
Cinq cloches étaient abritées dans le clocher de l'église du monastère, dont l'une, la célèbre « Maria », dite « cloche des perdus », était actionnée durant de longues heures du jour et de la nuit en temps de neige et de brouillard pour guider les voyageurs et pèlerins égarés. Son carillon était perceptible à plusieurs lieues à la ronde. Brisée en 1595 lors de l'attaque des ligueurs, elle fut refondue en 1668 sous le domnat de Louis-Antoine de Noailles, puis de nouveau en 1772 sous celui de Sicaire Gintrac. La ferveur religieuse qui animait les chrétiens au cours de leurs voyages trouve un reflet éloquent dans l’inscription latine que l'on peut lire sur la cloche des perdus : Deo giubila / clero canta / doemones fuga / errantes revoco (elle loue Dieu / chante pour le prêtre / chasse les démons / ramène les égarés).

### Les dépendances hospitalières
Du début du XIIIe siècle au début du XIVe siècle, la domerie d'Aubrac constitue à partir de certaines de ses dépendances un réseau d'institutions hospitalières placées sous sa tutelle,,,. Comme Aubrac, celles-ci ont pour fonction d'accueillir les indigents ou les pèlerins de Compostelle, et de distribuer des aumônes (seigle, pain). Vers le milieu du XIVe siècle, au moins 14 d'entre elles ont été créées, participant du rayonnement d'Aubrac dans le proche environnement de la domerie (Saint-Geniez-d'Olt, Marvejols et Chirac), ou dans la province du Rouergue (Rodez, Najac, Bozouls, Taussac, Livinhac, et Millau). Les implantations de Laramière, en Quercy, de Luc et Meyrueis, en Gévaudan et d'Anduze, en Languedoc, étendent plus ponctuellement son influence dans les provinces voisines, tandis que celle de l'Isle-en-Dodon, située sur le piémont pyrénéen dans le Comté de Comminges, est beaucoup plus lointaine.
Les dépendances hospitalières d'Aubrac peuvent être situées dans des grandes villes, comme celles de sainte-Marthe à Rodez et de saint-Esprit à Millau, où elles voisinent avec des institutions hospitalières consulaires, bourgeoises, ou appartenant à des ordres constitués (Templiers, Saint-Jean-de-Jérusalem). Néanmoins, elles figurent surtout dans des bourgs ou des villages, et plus exceptionnellement comme à Taussac en position isolée. Toutes sont implantées sur des routes de pèlerinage, mais celle de sainte-Marthe à Rodez est essentiellement consacrée à l'accueil des « pauvres passants » (marchands en difficulté, lointains migrants du nord de la France notamment).
Ces hôpitaux étaient dirigés par un dom ou par un commandeur, membres de la domerie d'Aubrac, celle-ci pouvant mettre des frères et sœurs à leur disposition. Comme Aubrac, la plupart de ces institutions exploitaient des terres agricoles ou des élevages placés sous leur administration. L'hôpital d'Hébrard, dépendance de sainte-Marthe située dans le centre de la ville de Rodez, servait de logis au dom d'Aubrac, ainsi que de pied-à-terre aux religieux d'Aubrac en visite dans la capitale rouergate. La fonction du dom de l'hôpital sainte-Marthe représentait par ailleurs une dignité importante au sein de la domerie d'Aubrac. Deux d'entre eux, Pierre de Allodio et Aymeric del Peyron, sont ainsi devenus dom d'Aubrac au cours de la seconde moitié du XIVe siècle.
Pendant les siècles qui ont suivi leur fondation, ces établissements hospitaliers ont connu des évolutions diverses. L'hôpital saint-Jean de Cazenove à Taussac a été abandonné avant le XVIIIe siècle, et il n'en subsistait à cette époque qu'une église en ruine. Au cours du XVIe siècle, les liens entre l'hôpital sainte-Marthe et Aubrac se sont distendus, avant que celui-ci ne soit uni en 1580 au collège des Jésuites de Rodez, puis réuni en 1667 avec la plupart des autres hôpitaux de la ville au sein de l' « hôpital général », sur intervention du pouvoir royal. L'hôpital sainte-Quitterie de l'Isle-en-Dodon est tombé en désuétude vers 1730, tandis que ceux de Saint-Geniez-d'Olt et de Najac ont poursuivi leur activité jusqu'à la Révolution française, au cours de laquelle ils furent intégrés aux biens nationaux.

### Le monastère
L'absence de témoignages écrits durant les décennies qui ont suivi entre 1108 et 1125 la fondation du monastère d'Aubrac, ne permet pas de connaître la nature des constructions engagées sous la responsabilité de Conques, ni même de savoir si ces dernières ont existé. L'officialisation en 1162 de la perte de contrôle de Conques sur l'hôpital ouvre peut-être la voie à de premiers travaux.
Contrairement à la pratique inaugurée par les abbayes cisterciennes ou par d'autres monastères hospitaliers montagnards des chemins de Compostelle, comme celui de Roncevaux, la construction des bâtiments du monastère d'Aubrac ne suit pas de plan d'ensemble précis, leur disposition évoluant en fonction des modifications réalisées au cours du Moyen Âge et de l'Époque moderne. Le difficile contexte climatique d'altitude du site d'implantation a pour sa part conduit à un certain resserrement des édifices les uns contre les autres et à restreindre l'emprise au sol de l'établissement religieux.

#### XIIesiècle-XIVesiècle
De la fin du XIIe siècle à la fin du XIVe siècle ont notamment été bâtis l'église, dédiée à la Vierge, un cloître, dont la galerie basse donnait accès à deux portes ouvertes dans la façade sud de l'église, une infirmerie, un four à pain, une auberge destinée à la réception des hôtes, ainsi que l'hôpital des pauvres pour l'accueil des indigents ou des pèlerins de Compostelle. Un dortoir commun était destiné aux frères et des chambres individuelles étaient affectées au dom, au cellérier, à tous les prêtres ou dignitaires du couvent ainsi qu'à la plupart des officiers claustraux, notaires ou chevaliers, en échange de leur entretien, voire de leur construction. Dès le XIVe siècle, le dortoir commun n'est plus en fonction et les frères disposent de cellules et même de chambres dispersées dans le couvent. Aubrac se distingue des abbayes cisterciennes par l'absence de salle capitulaire, l'assemblée des frères se réunissant dans un vestibule vouté situé à l'entrée principale de l'église, ainsi qu'en hiver dans la chambre chauffée du dom. Pendant cette période, le monastère et son cimetière ont progressivement été entourés par une enceinte disposant de plusieurs tours intérieures et d'une tour située sur la porte d'entrée, au sein desquelles ont été aménagées des chambres destinées aux religieux. L'entrée principale se situait à cette époque au sud. Une fois passée la muraille d'enceinte, les visiteurs trouvaient une première cour puis une grande porte cochère, dite « porte de la miche », ainsi nommée parce que se faisait, à cet endroit, la distribution du pain à toutes les personnes qui venaient en demander. In loco horroris et vastae solitudinis (« C'était un lieu d'horreur et de profonde solitude ») : cette inscription empruntée au cantique de Moïse (Dt 32.10) et que reprennent alors de nombreuses fondations monastiques isolées, était gravée sur le fronton de la porte de façade.
Après 1350, pendant les troubles liés à la guerre de Cent Ans, l'église a été fortifiée et une tour, dite « des Anglais », a été érigée, précisément au moment où les Anglais, maîtres de la Guyenne, prenaient pied dans le Rouergue. En 1353, le dom Durand Olier fit édifier en hâte, pour se défendre contre eux, cette tour imposante, mais inefficace. Elle ne put résister en effet à l'invasion d'une bande de routiers qui assaillirent le monastère en 1360, sous la conduite de Berducat d'Albret.
En 1360, une nouvelle infirmerie, chauffée, est par ailleurs mise en place à destination des religieux, probablement en relation avec l'épidémie de peste qui s'étend alors en France et en Europe.

#### XVesiècle-XVIesiècle
Du milieu du XVe siècle au milieu du XVIe siècle, le monastère fait l'objet de très importants travaux de rénovation. Entre 1450 et 1500, l'hôpital des pauvres est reconstruit. Il donne alors sur un jardin, ainsi que sur une cour, autour de laquelle on note la présence d'une grande tour, d'une forge, d'une savaterie et de plusieurs étables. À l'étage de l'hôpital se situent des chambres réservées aux donats, ainsi qu'un chauffoir. À l'étage de la forge et des étables, probablement pour se prémunir du froid hivernal, sont installées des chambres pour les religieux. Entre 1453 et 1468, l'église est dotée d'un clocher et en 1466 une nouvelle auberge est construite.
Les travaux engagés à partir des années 1480 prennent un caractère fastueux, sous la direction des architectes les plus en vue de la province, notamment Antoine Salvanh, évolution à mettre en relation avec la personnalité des doms de l'époque. Au début du XVIe siècle, le cloître fait l'objet d'une rénovation et d'un agrandissement sur ses deux niveaux, galerie basse et étage, ainsi que de la construction d'une nouvelle aile. Il ouvre désormais sur un verdier et reçoit en outre l'adjonction, probablement vers la même époque, d'une chapelle du sépulcre et d'une fontaine à quatre têtes de lion. Cette période est également marquée par la mise en place d'un jubé sculpté en calcaire blanc du causse Comtal dans l'église et par l'embellissement de cette dernière, mais aussi par la rénovation des logements des frères, de l'aula, ou par l'installation de tapisseries.
La période troublée par les guerres de religion qui occupe la seconde moitié du XVIe siècle est marquée par l'absence de travaux importants au sein du monastère. En 1569 puis en 1580, l'hôpital d'Aubrac a été l'objet de deux attaques menées par des huguenots, la première pendant laquelle il fut pris et pillé, la seconde ayant été repoussée. En 1595, Aubrac est assiégé par la Ligue, le monastère ayant de nouveau été pris, ravagé et pillé.

#### XVIIesiècle-XIXesiècle

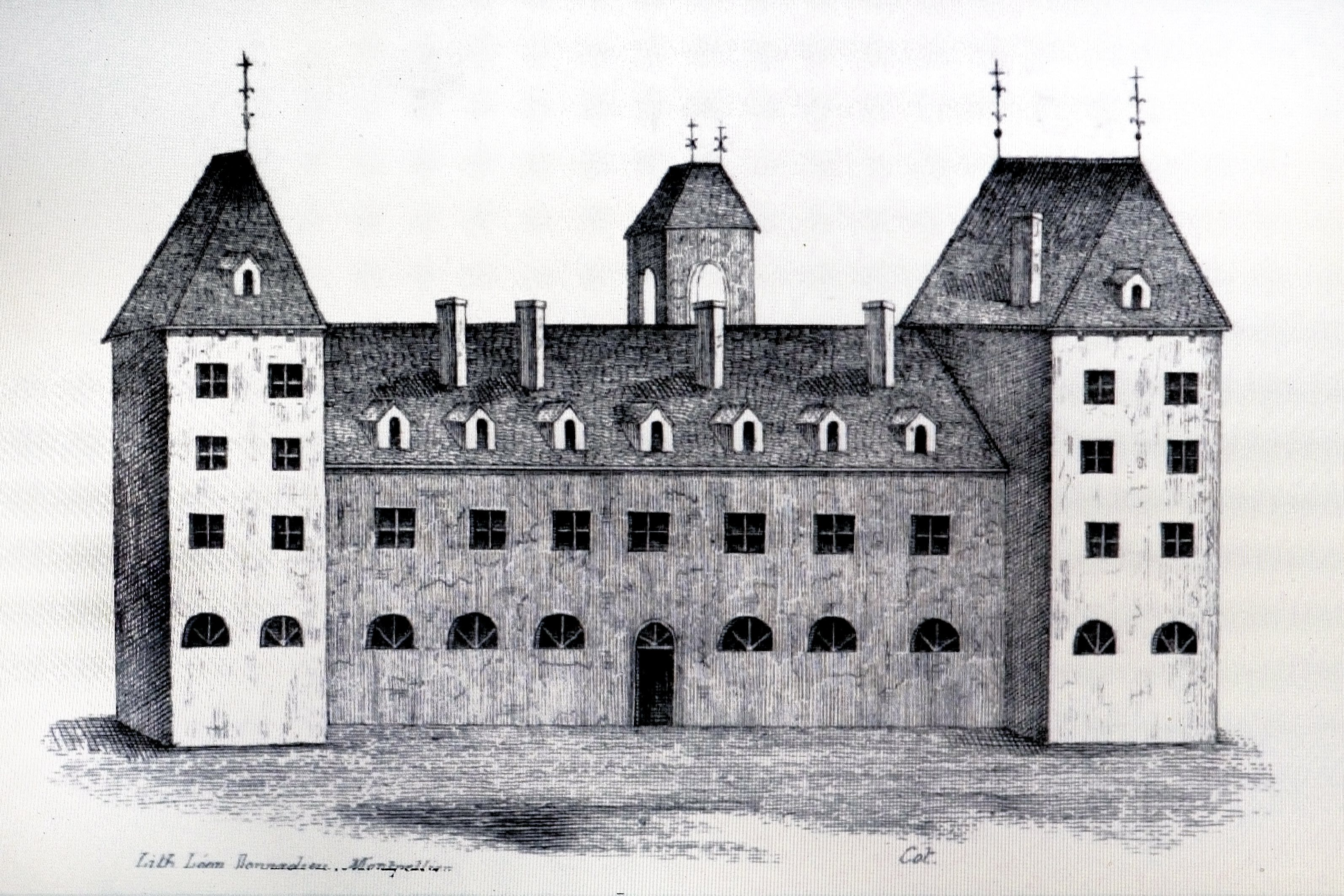
L'aile sud de l'hôpital d'Aubrac au XVIIIe siècle, après la reconstruction consécutive à l'incendie de 1700, d'après une lithographie de la première moitié du XIXe siècle.

Peu de transformations interviennent jusqu'au début du XVIIIe siècle. À la fin des troubles qui ont perduré jusqu'au milieu du XVIIe siècle, quelques travaux sont effectués : En 1662, des chambres sont rénovées, ainsi que les appartements du dom, entre 1660 et 1680. En 1694, l'hôpital des pauvres dispose d'un dortoir de 14 lits, d'une chapelle, d'une cuisine et un lavoir y est mentionné. À cette date, l'auberge est désormais située à l'extérieur du monastère.
Le 17 septembre 1700, un important incendie a détruit une partie des bâtiments issus du Moyen Âge et des débuts de l'Époque moderne, conduisant à la reconstruction complète des ailes méridionale et occidentale. Après cette reconstruction, l'entrée principale du monastère se situe à l'ouest.
En 1791, au cours de la Révolution française, les religieux furent dépossédés de leurs biens. Les archives, les livres et l'argenterie furent transférés à Saint-Geniez-d'Olt et les bâtiments furent vendus en 1793 au titre des biens nationaux, hormis l'église, attribuée à la commune de Saint-Chély-d'Aubrac. Lors de la vente, au cours de laquelle les preneurs furent peu nombreux, la tour des Anglais fut achetée par le département de l'Aveyron, et le bâtiment de l'hôpital des pauvres affecté à l'administration des eaux et forêts. Après le départ des religieux et au cours des années qui suivirent la vente, les bâtiments furent laissés à l'abandon. Ils subirent des dégradations rapides, dues au manque d'entretien, à la disparition des portes et huisseries, et à de nombreux vols d'objets et de matériaux. En 1833, il ne subsistait que des ruines informes de la plupart des édifices, les destructions affectant principalement les bâtiments les plus récents, laissant entrevoir une certaine médiocrité de leurs techniques de construction par rapport à ceux du Moyen Âge.
En juillet 1805, Aubrac devient une succursale de la paroisse de Saint-Chély, afin de permettre aux buronniers qui fabriquent le fromage de laguiole pendant l'été dans les environs, d'y assister à des offices religieux. Une chapelle est installée à cet effet dans un des bâtiments subsistants. En 1833, la tour des Anglais est mise hors d'eau en vue d'abriter une nouvelle chapelle et un presbytère. L'église, dont la couverture de lauzes et la plupart des encadrements de baie ont disparu et dont le haut du clocher est en ruine, est inscrite à la liste des monuments historiques de l'Aveyron en 1840, puis connaît d'importantes réparations qui se poursuivent jusque dans les années 1860. Au cours de cette période, des maisons d'habitation, des auberges et quelques bâtiments agricoles sont construits autour de l'ancien monastère en ruine avec les matériaux de ce dernier, formant à partir de cette époque le village d'Aubrac.

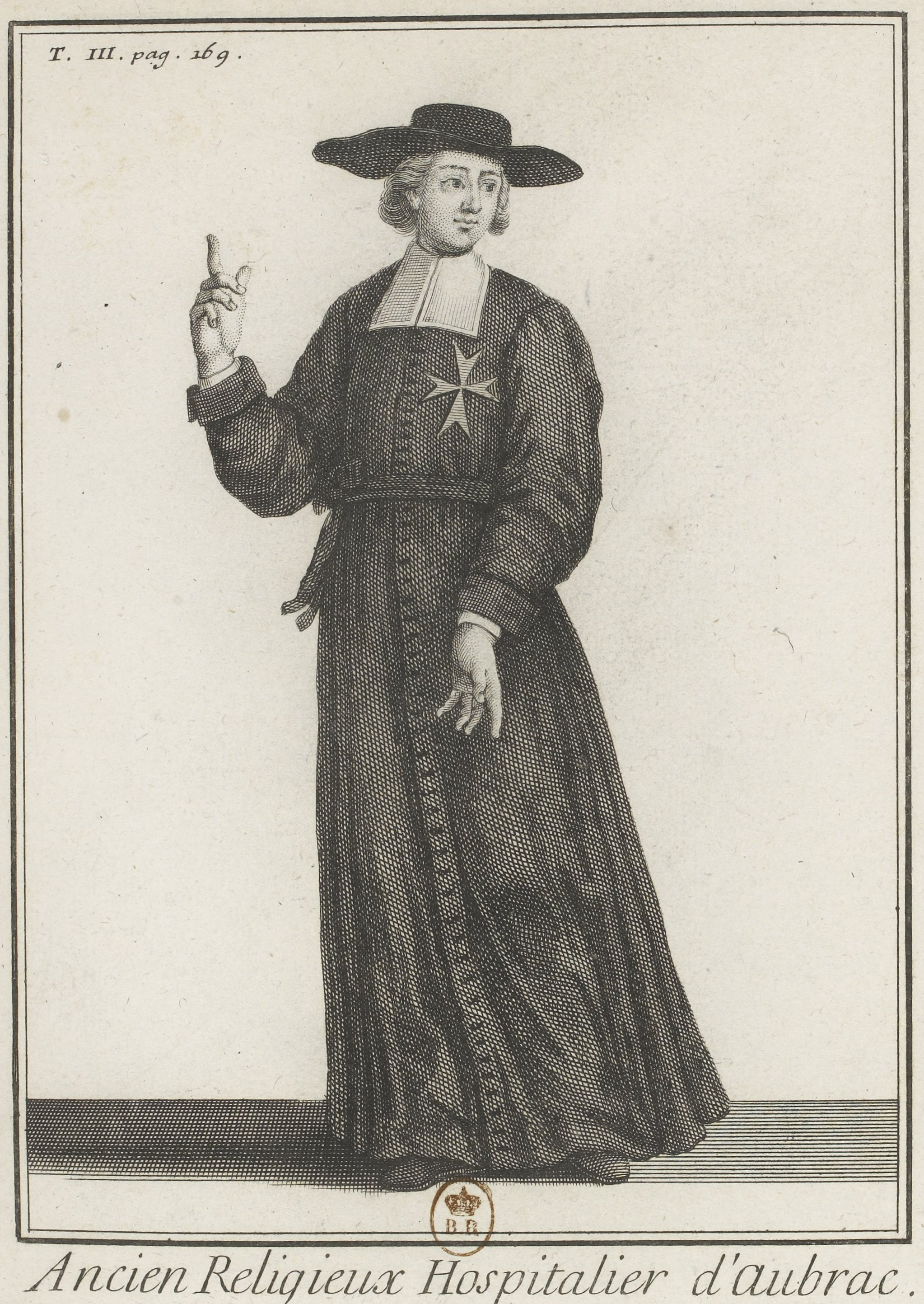
Un religieux d'Aubrac au XVIIIe siècle.

#### Le service du monastère
Le service du monastère était assuré par cinq catégories de religieux ou laïcs :
- Les prêtres, en principe douze, qui assuraient les offices et menaient une vie à moitié contemplative.
- Les chevaliers, religieux qui guidaient et protégeaient les pèlerins ou voyageurs.
- Les frères, pour le service des pauvres. Prononçant les vœux, les frères, qu'ils soient laïcs ou clercs, étaient admis dans la communauté au terme d'une année de noviciat, sur décision favorable du chapitre général. C'est à eux qu'incombait la bonne marche matérielle de l'hôpital.
- Les dames de qualité, le plus souvent de noble extraction, qui portaient le costume religieux et prodiguaient avec leurs servantes des soins spirituels et matériels, notamment les soins aux malades.
- Les donats, qui exploitaient les nombreuses dépendances agricoles. Les donats étaient des laïcs ayant volontairement fait don de leur personne et de leurs biens à l'hôpital, et prononcé, à leur entrée, les vœux de pauvreté, d'obéissance et de chasteté.

Au début du XIVe siècle, 120 frères et 30 sœurs vaquaient aux soins de l'institution ou des pèlerins, 4 chevaliers assuraient la protection sur la route et 15 prêtres se chargeaient des offices religieux.
Un texte daté de 1420 mentionne la nécessité de limiter à 70 le nombre de frères et sœurs affectés au service du monastère, dont environ 25 détachés dans ses dépendances, parallèlement à la généralisation du système d'affermage permettant à l'hôpital de gérer ses domaines avec un personnel religieux de plus en plus réduit.
Au XVIIIe siècle, la domerie comptait encore, avec ses dépendances, 80 membres.

### Le dom

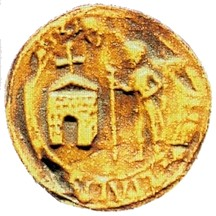
Le sceau de la domerie d'Aubrac.

Élu à vie par ses frères et confirmé par l'évêque diocésain, le gouvernant de la communauté religieuse, de son hôpital et de ses dépendances portait le titre de dom - abréviation du latin dominus (« maître ») -, qui valut au monastère d'Aubrac et à ses bénéfices l'appellation de domerie. Les statuts mis en place dès 1162, définissant ses structures internes prévoyaient la réunion d'un chapitre général lorsqu'il fallait procéder à l'élection d'un nouveau dom ou décider de l'admission d'un nouveau frère.
Ces statuts prévoyaient également la désignation de différents officiers claustraux, tel le chambrier, chargé de l'achat du tissu et du contrôle de la confection des vêtements, le sacristain, à qui incombait l'organisation matérielle du culte, le chantre, qui enseignait le chant et le dirigeait durant les offices, l'infirmier, chargé des malades du monastère et de l'inspection des hôtes malades de l'hôpital, le charpentier, qui avait pour attribution l'entretien courant des bâtiments.
Le dom siégeait aux états du Rouergue et la domerie possédant de nombreux domaines en Gévaudan, il avait également droit d'entrée aux états particuliers de cette province.
Après la mise en commende d'Aubrac à partir de 1437, le dom maintient ses prérogatives sur l'hôpital ainsi que sur les dépendances et bénéfices de la domerie, mais perd celle se rapportant à la communauté religieuse, celle-ci étant attribuée à un prieur claustral.

### Hôtes illustres
En 1533, François Ier qui venait du Puy-en-Velay et se rendait à Toulouse pour visiter dit-on la châsse de Saint-Sernin, séjourna trois jours à la domerie d'Aubrac, du 20 au 22 juillet.
Il voulut, en passant, rendre visite aux moines d’Aubrac pour leur témoigner sa gratitude, ceux-ci ayant généreusement participé à la collecte pour la rançon qui servit à sa libération après sa capture à Pavie en 1525.
Trouvant le lieu très agréable en cette saison, il s'attarda pour se livrer à la chasse aux oiseaux de proie autour du lac des Salhiens. C'est là qu'il devait rencontrer le « plus beau vol de hérons qu'il eut vu de sa vie ».

## Les vestiges de la domerie au début duXXIesiècle
Il ne reste depuis le XIXe siècle que trois des bâtiments qui composaient l'ancien monastère d'Aubrac, datant tous du Moyen Âge :
- l'église Notre-Dame-des-Pauvres  Classé MH (1925)[56], dont l'architecture de transition romano-gothique date de la fin du XIIe siècle. Elle est flanquée de huit contreforts-arcade, l'épaisseur du mur latéral est de deux mètres, la voûte en berceau brisé est soulignée par des doubleaux reposant sur des impostes en cul-de-lampe, la pierre de taille est parfaitement appareillée. Le clocher a pour sa part été bâti au début de la seconde moitié du XVe siècle. Il a existé un magnifique jubé datant du début du XVIe siècle, qui a disparu pendant la Révolution française ;
- la tour dite « des Anglais », bâtie en 1353, pendant la Guerre de Cent Ans, haute de 30 m, aménagée en gîte d'étape ;
- une maison, de la seconde moitié du XVe siècle, devenue maison forestière pendant la Révolution française, subsiste de l'ancien hôpital des pauvres[Note 18]. On peut y admirer surtout une très belle cheminée de style Renaissance. Il doit exister encore d'anciennes voûtes, mais un regrettable plafonnement les dissimule, ainsi qu'une sculpture qui passait pour être un buste d’Adalard.

Il subsiste également plusieurs vestiges des anciennes granges de l'hôpital :

Vestiges de la domerie
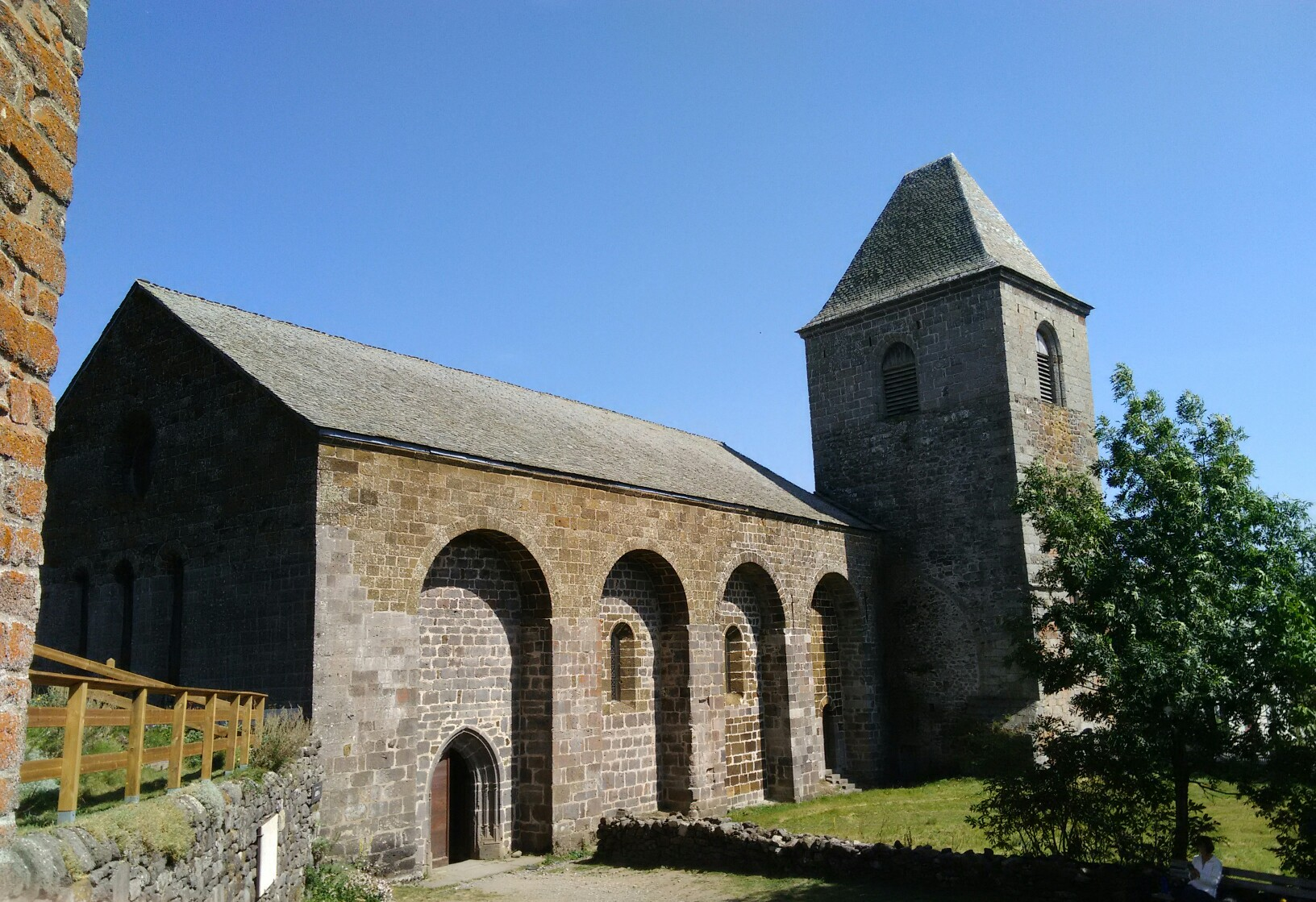
à proximité du village de Prades-d'Aubrac, une partie du château de la Salle (XIVe siècle), ancienne résidence des doms, comprenant une tour d'angle circulaire comportant des mâchicoulis, a été maintenue au sein du corps de ferme qui lui a succédé ;
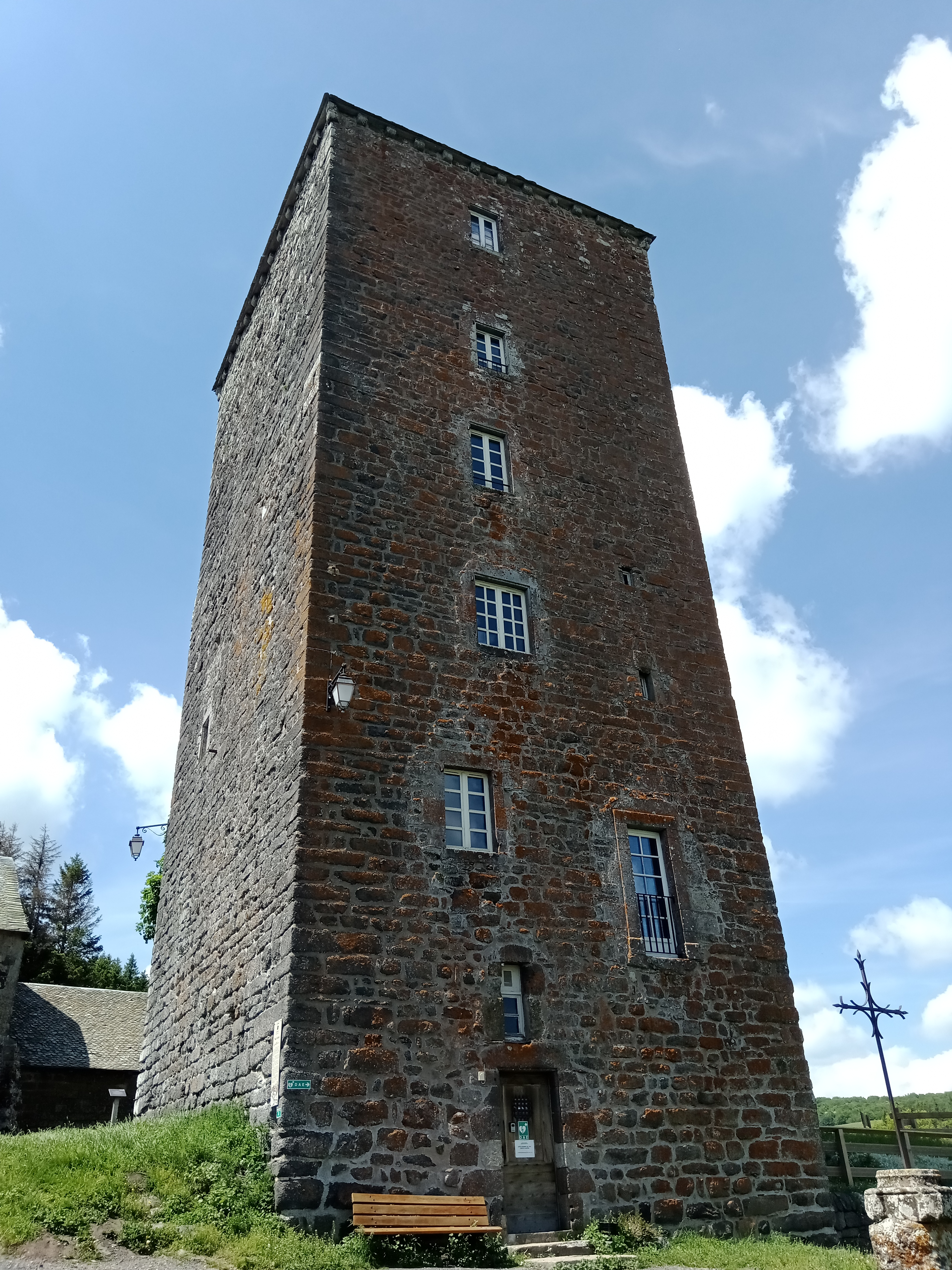
la tour de Bonnefon  Inscrit MH (1979)[57], datant du XVe siècle, située à proximité du village de Saint-Chély-d'Aubrac ;
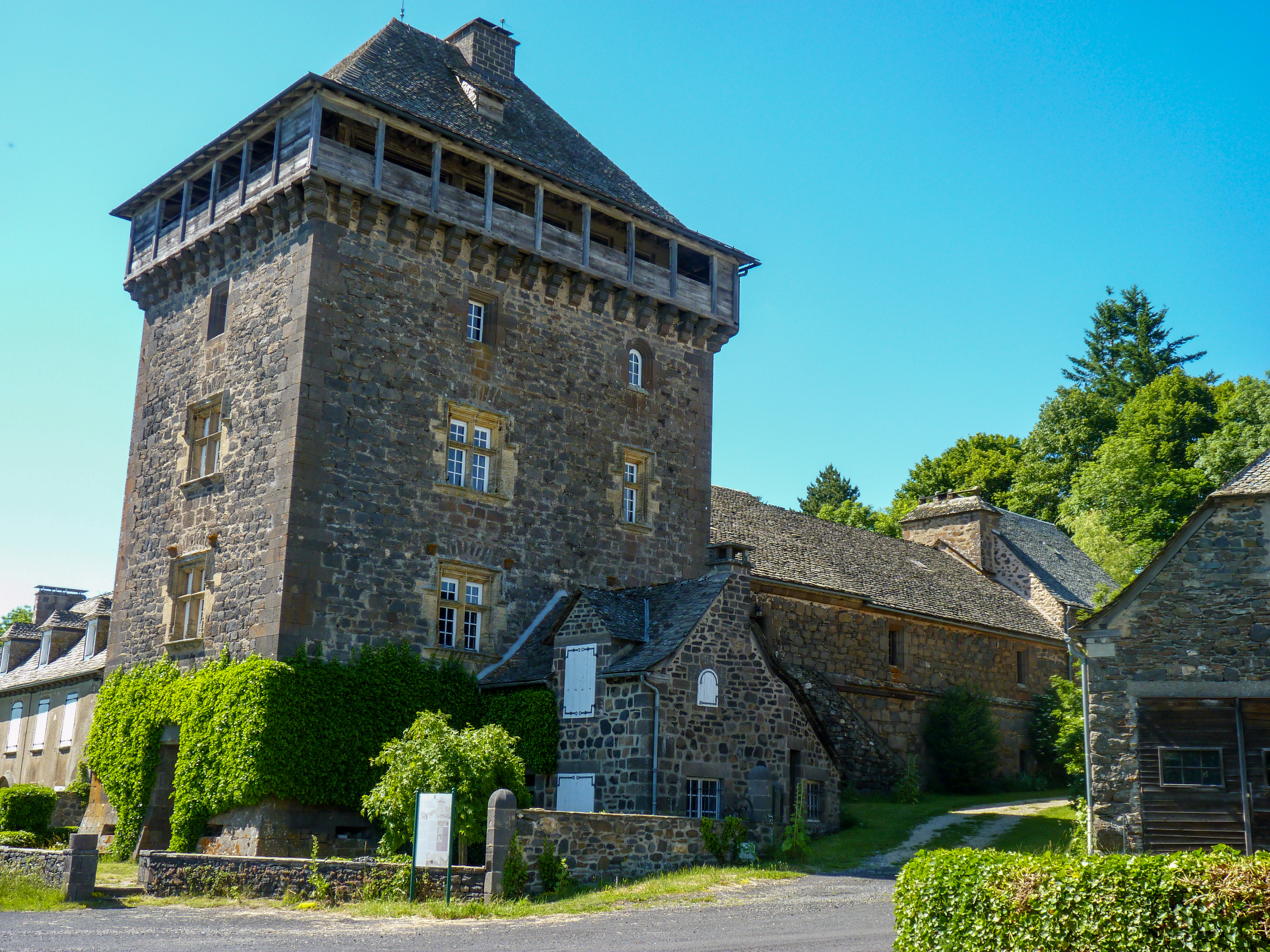
le couvent des Ursulines de Malet, situé dans la commune de Saint-Côme-d'Olt, a conservé de nombreux éléments des importants bâtiments construits au XVIe siècle par la domerie d'Aubrac pour y installer la résidence des doms, notamment le portail d’entrée, de style Henri II, les bâtiments situés à l’ouest de la cour, comportant des fenêtres à meneaux, la cheminée de l'actuelle salle de l’infirmerie, ainsi que les armoiries du cardinal Georges d’Armagnac, dom d’Aubrac de 1546 à 1585[58].
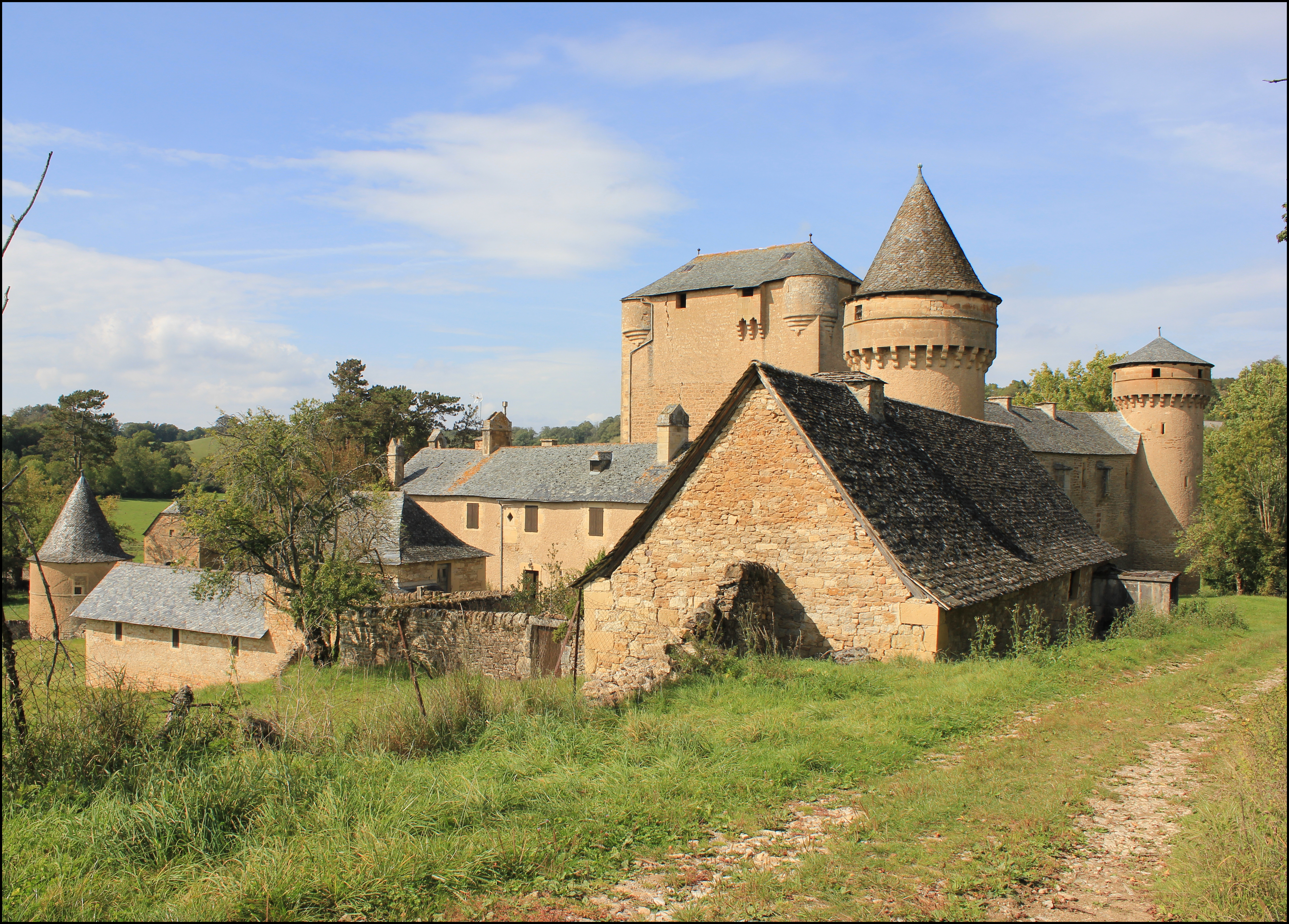
le château des Bourines  Classé MH (1963)[59], à Bertholène, a conservé l'essentiel des édifices et des aménagements défensifs construits par la domerie dans le cadre de sa grange au cours des XIIIe et XIVe siècles : donjon-grenier à blé et ses échauguettes, logis, cour intérieure ceinturée par une courtine dotée de tours. Y sont visibles également la chapelle, voûtée en ogive, datant du XVe siècle, ainsi que le portail et la galerie intérieure construits aux XVIe siècle, dans le cadre de l'installation de la résidence des doms. La croix de carrefour  Classé MH (1963)[59] située devant la façade nord du château, date de 1579. L'ensemble des façades et toitures des bâtiments à usage agricole attenants (habitations, étables, granges, et hangars)  Inscrit MH (1963)[59] ont conservé leur aspect d'origine.  - Vestiges de la domerie
  - Église Notre-Dame-des-Pauvres à Aubrac.
  - Tour des Anglais à Aubrac.
  - Tour de Bonnefon à Saint-Chély-d'Aubrac.
  - Château des Bourines à Bertholène.